# كوكو روتشا
كوكو روتشا (بالإنجليزية: Coco Rocha)‏ وإسمها الحقيقي ميخايلا روتشا (بالإنجليزية: Mikhaila Rocha)‏ وهي عارضة أزياء كندية ولدت في يوم 10 سبتمبر 1988 في مدينة تورونتو في أونتاريو في كندا.

## روابط خارجية
- كوكو روتشا على موقع IMDb (الإنجليزية)
- كوكو روتشا على موقع قاعدة بيانات الفيلم (الإنجليزية)
- كوكو روتشا على موقع دليل عارضات الأزياء (الإنجليزية)